# Малинівка (Бахчисарайський район)
Мали́нівка (до 1948 року — Кобази́, крим. Qobazı) — село в Україні, у Бахчисарайському районі Автономної Республіки Крим. Підпорядковане Поштівській селищній раді. Розташоване на півночі району.
Відстань від райцентру до населеного пункта становить 17 кілометрів по прямій.

## Історія
На території Малинівки знайдено декілька стоянок доби раннього палеоліту, на одній 3 них (Кобазі) розкопані 4 вогнища, а поблизу сіл Поштового, Завітного, Казанків, Приятного Свідання — залишки курганного могильника та
двох поселень доби бронзи, поселення, городища, двох сховищ і могильника скіфів, а також середньовічного поселення.
У 2023 році у проєкті Постанови Верховної Ради України «Про перейменування деяких населених пунктів Автономної Республіки Крим» село запропоновано перейменувати на Кобази.

## Населення
За даними перепису населення 2001 року, у селі мешкало 309 осіб. Мовний склад населення села був таким:
| Мова              | Число ос. | Відсоток |
| ----------------- | --------- | -------- |
| українська        | 19        | 6,15     |
| російська         | 191       | 61,81    |
| кримськотатарська | 95        | 30,74    |